# Pravotice
Pravotice (Hongaars: Peres) is een Slowaakse gemeente in de regio Trenčín, en maakt deel uit van het district Bánovce nad Bebravou.
Pravotice telt 308 inwoners.